# Plan départemental d'action et de sécurité routière
Le plan départemental d’action et de sécurité routière (plus communément appelé par le sigle PDASR) est un programme français d'actions en matière de sécurité routière, décidé et mis en œuvre chaque année au niveau local (départemental).

## Description
Le PDASR est décidé chaque année par le préfet de chaque département (la mise en œuvre des concertations, l’élaboration du PDASR et le bilan des résultats est réalisé par le CDP). Il doir suivre les pistes du DGO. Le plan permet de synthétiser la totalité des actions menées en matière de sécurité routière dans le département. Le PDASR est un moyen de concertation et de coordination des projets entre les différents acteurs. Il assure la cohérence des actions mises en place au niveau local. Il détermine également les actions de sécurité routière à l’échelle du département.

## Champ d'application
Le plan départemental d’action et de sécurité routière s’appuie sur les enquêtes ECPA (remplaçant les enquêtes REAGIR depuis 2004).
Les contenus du PDASR sont définis en fonction de 4 éléments d’analyse :
- Les résultats quantitatifs de l’accidentologie ;
- Les résultats des enquêtes ECPA ;
- La localisation des accidents ;
- Le comportement des conducteurs.

Grâce à ces informations recueillis, un diagnostic est établi et les propositions portent sur 4 axes :
- Les actions liées aux infrastructures ;
- Les actions liées à l’éducation et à la formation ;
- Les actions liées à l’information ;
- Les actions liées à la surveillance et à la répression[2].

## Mise en œuvre
Une concertation locale est à la base de l’exécution de ce plan. Le PDASR est la réunion de compétences pluridisciplinaires, composé d'acteurs comme la police, la gendarmerie, la DDT(M), la DDASS, les collectivités locales, les milieux associatifs, les responsables d’enquête ECPA, les magistrats, les médecins et les journalistes.
Le financement de ces actions est réalisé par l'État, mais également par d'autres partenaires comme les collectivités territoirales ou des acteurs locaux.